# 냐지 쿠치
냐지 쿠치(알바니아어: Njazi Kuqi, 1983년 3월 25일 ~ )는 핀란드 국적의 전 축구 선수이다. 코소보에서 태어난 알바니아인으로, 그의 형 셰프키 쿠치도 축구 선수로 활약하였다.